# 加瀬沼公園
加瀬沼公園（かせぬまこうえん）は、宮城県宮城郡利府町にある県立の都市公園である。敷地のほとんどが利府町であるが、一部分が多賀城市にかかる。加瀬沼（北緯38度18分44.2秒 東経140度59分14.5秒 / 北緯38.312278度 東経140.987361度）の西に開けた谷底平地に、2001年（平成13年）4月にかけて整備された。園内には約250本のサクラがあり、春には多くの花見客でにぎわう。また火気使用可能なエリアがあるため、秋の芋煮会シーズンも来園者が急増する。冬には加瀬沼に多くのハクチョウを初めとした渡り鳥が飛来する。
2009年（平成21年）から命名権が導入され、杜の都信用金庫「モリリン加瀬沼公園」が公園の愛称となっている。指定管理者は東北ダイケンである。

## 施設
園内の地区毎の名称。括弧内は付帯設備
- さくらの広場（東屋、芝生）
- 芝生広場（大型遊具、幼児用遊具、東屋）
- ピクニック広場（炊事棟、トイレ）
- 多目的広場（管理事務所、東屋、健康遊具）
- 野球場
- サッカー場（器具庫、トイレ）
- 駐車場

休園日：毎週火曜日（祝日の場合は翌日）と12月29日から翌年1月3日まで。
開園時間：4月 - 9月が8時 - 18時、10月 - 3月が8時 - 17時。

## 命名権
2009年（平成21年）3月27日に、仙台市青葉区に本店を置く杜の都信用金庫が宮城県から命名権を買い取り、『杜の都信用金庫「モリリン加瀬沼公園」』の愛称になった。公式の略称は「モリリン加瀬沼公園」。契約期間は2009年（平成21年）4月1日から2015年（平成27年）3月31日の6年間で、命名権料は年間35万円である。「モリリン」は、杜の都信用金庫のマスコットキャラクターである。

## 周辺
加瀬沼周辺は加瀬沼緑地環境保全地域となっている。また、加瀬沼の南側の丘陵上には陸奥国の国府・多賀城跡（北緯38度18分23.7秒 東経140度59分18秒 / 北緯38.306583度 東経140.98833度）などがある。
- 陸奥総社宮
- 宮城東部衛生処理組合ごみ焼却施設、粗大ゴミ処理施設、リサイクル選別施設
- 多賀城市し尿処理施設跡地（塩釜地区環境組合設立により移転）
- 利府ジャンクション
- JR東日本新幹線総合車両センター
- 東北歴史博物館

## アクセス
- 利府線・新利府駅から約1キロメートル。徒歩15分程度。
- 東北本線・陸前山王駅から約1.6キロメートル。徒歩20分程度。
- 三陸沿岸道路・多賀城インターチェンジ
- 駐車場（4ヶ所）：普通車用421台（うち身体障害者専用9台）、大型車用3台

車では、宮城県道8号仙台松島線（利府街道）から宮城県道259号加瀬沼公園線に入るか、宮城県道35号泉塩釜線から市道に入って公園西側の出入口に到るのが一般的だが、裏道からも別の出入口に到達できる。